# Rue Adolphe Maréchal
La rue Adolphe Maréchal est une rue de la ville de Liège (Belgique) située dans le quartier d'Outremeuse.

## Odonymie
Cette artère rend hommage à Adolphe Maréchal, né dans cette rue le 26 septembre 1867 et mort à Bruxelles le 1er février 1935, artiste lyrique (ténor) à la carrière internationale. L'artère est rebaptisée rue Adolphe Maréchal en 1949. Auparavant, elle faisait partie de la rue Ransonnet.

## Situation
Cette courte et large rue rectiligne mesure approximativement 55 mètres. Elle relie le pont Maghin franchissant la Meuse à la rue Ransonnet dans le quartier d'Outremeuse.

## Architecture
Au coin de la rue et du quai Godefroid Kurth, se situe le temple protestant appelé aussi église de la Rédemption. Il a été érigé en 1930 dans un style moderniste agrémenté de lignes propres à l'Art Déco que l'on retrouve principalement sur la tour.

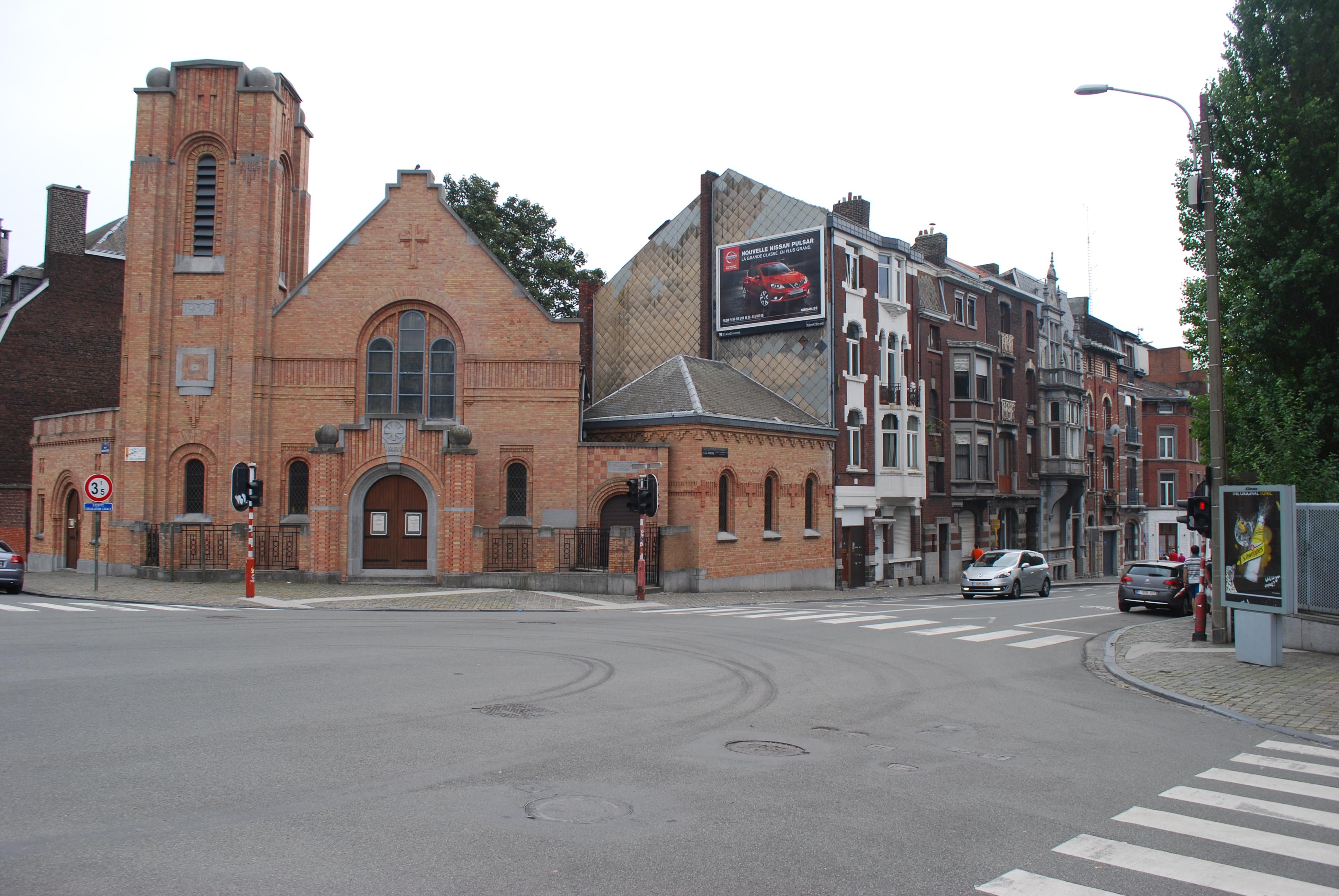
L'église de la Rédemption et le côté impair de la rue

Le côté impair de la rue compte six immeubles d'habitation de caractère. Parmi ceux-ci, l'immeuble situé aux nos 1A/1B relève du style Art déco, l'immeuble situé au no 7 possède un oriel reposant sur deux consoles ornées de têtes de faunes sculptées dans la pierre et celui sis au no 9 possède quelques éléments de style Art nouveau: encadrement de la baie d'imposte et vitraux colorés.

## Voies adjacentes
- Pont Maghin
- Quai Sainte-Barbe
- Quai Godefroid Kurth
- Rue Gravioule
- Rue Joseph Vrindts
- Rue Ransonnet

### Source et bibliographie
- Yannik Delairesse et Michel Elsdorf, Le nouveau livre des rues de Liège, Liège, Noir Dessin Production, 2008, 512 p. (ISBN 978-2-87351-143-2 et 2-87351-143-5, présentation en ligne), page 319